# Lagerstroemia costa-draconis
Lagerstroemia costa-draconis är en fackelblomsväxtart som beskrevs av Caetano Xavier Furtado och Montien. Lagerstroemia costa-draconis ingår i släktet Lagerstroemia och familjen fackelblomsväxter. Inga underarter finns listade i Catalogue of Life.